# Karty wspólne
Karty wspólne(ang. Community cards) –  są to karty używane w pokerze typu Hold’em. Ich nazwa pochodzi od tego, że są układane na środku stołu i mogą być wykorzystane przez każdego z graczy (taki zestaw jest również czasami nazywany board). W zależności od rodzaju gry, różna liczba kart wspólnych jest używana. Na przykład w Texas Hold’em gracz może użyć 3,4 lub nawet pięć kart, ale w grze Omaha wyłącznie trzy.
Kolejność wykładania kart wspólnych jest następująca:najpierw wykładany jest flop, czyli trzy karty, później turn i river, a więc po  jednej karcie. Po każdym wyłożeniu następuje licytacja.

## Opis poszczególnych kart

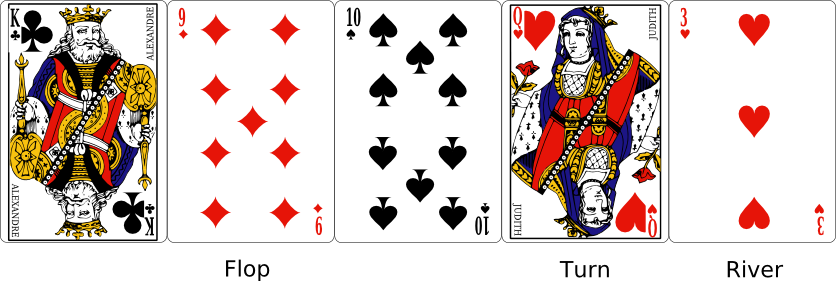
Przykładowy flop, turn i river

### Flop
Trzy karty wykładane po pierwszej rundzie licytacji. Gracz wtedy ma pięć z siedmiu dostępnych kart, a co za tym idzie wstępne wyobrażenie na temat posiadanego układu.
Przy wykładaniu flopu najczęściej zdejmuje się trzy karty z wierzchu talii, a następnie jednym ruchem rozsuwa na stole.
Istnieje 22100 możliwych flopów.

### Turn
Zwany też fourth street jest jedną kartą wykładaną po flopie, ale przed riverem, jest szóstą kartą, z której może skorzystać gracz.

### River
Ostatnia, siódma karta, z której może skorzystać gracz. Następuje po nim czwarta, ostatnia runda licytacji, po której następuje pokazanie kart.